# 728 a.C.

## Eventos
- Décima-terceira olimpíada; Diócles de Corinto foi o vencedor do estádio.[1]
- Salmanaser V, sucede a Tiglate-Pileser III como rei da Assíria.[2][Nota 1]

## Mortes
- Tiglate-Pileser III, rei da Assíria, após reinar dezenove anos.[2]